# Cédric D'Ulivo
Cédric D'Ulivo (29 de agosto de 1989) es un futbolista francés que juega como defensor en la U. S. Marseille Endoume de Francia.

## Clubes
| Club                          | País     | Año       |
| ----------------------------- | -------- | --------- |
| Olympique de Marsella         | Francia  | 2009-2012 |
| S. O. Cassis-Carnoux (cedido) | Francia  | 2010      |
| A. C. Ajaccio (cedido)        | Francia  | 2010-2011 |
| Waasland-Beveren              | Bélgica  | 2012-2015 |
| S. V. Zulte-Waregem           | Bélgica  | 2015-2016 |
| OH Leuven                     | Bélgica  | 2016-2017 |
| FH                            | Islandia | 2017-2019 |
| U. S. Marseille Endoume       | Francia  | 2020-     |